# 神奈川県立川崎北高等学校
神奈川県立川崎北高等学校（かながわけんりつ かわさききたこうとうがっこう）は、神奈川県川崎市宮前区にある全日制普通科の高等学校。旧川崎北部学区。

## 概要
- 1974年に川崎市内5番目の県立普通科高校として高津区有馬（1982年から宮前区）の緑なす高台に開校した。
- 「情報教育」・「部活動」・「国際理解教育」の三本の柱を軸に、広い視野と勇気を持って正しく行動する人間の育成を目指している。

## 沿革
出典
- 1973年（昭和48年）11月20日 - 池田昂二が神奈川県教育庁総務室主幹に、川崎敏朗が神奈川県教育庁総務室副主幹に、本間武司が神奈川県教育庁総務室主査に補せられ、本校設立準備にあたる。
- 1974年（昭和49年）
  - 1月1日 - 神奈川県立川崎北高等学校として設立告示。池田昂二が本校初代校長に任命される。神奈川県立多摩高等学校にて開校準備事務を開始。
  - 3月5日 - 川崎市高津区鷺沼2丁目1番地に仮設校舎完成。
  - 4月1日 - 開校。開校時点の校長以下専任職員15名、非常勤職員5名。
  - 4月5日 - 第1回入学式挙行。最初の新入生は180名。
  - 6月5日 - 開校記念式典挙行（この日が創立記念日とされる）。
  - 8月5日 - 川崎市高津区有馬東耕地にて、本校舎地鎮祭を行う。
  - 11月1日 - 第1回北斗祭開催。
- 1975年（昭和50年）3月31日 - 本館普通教室棟完成（コンクリート5階校舎）。
- 1976年（昭和51年）
  - 1月24日 - 本館管理棟完成（コンクリート5階校舎）。
  - 2月23日 - 体育館・柔剣道場・部室完成。
  - 8月23日 - 本館特別教室棟コンクリート4階校舎及び管理棟コンクリート3階完成。
  - 10月9日 - 校舎落成記念式挙行。
- 1977年（昭和52年）3月1日 - 第1回卒業式挙行。最初の卒業生は177名。
- 1981年（昭和56年）2月21日 - プール及び付属家屋完成。
- 1984年（昭和59年）5月2日 - 創立10周年記念式典挙行。
- 1994年（平成6年）5月11日 - 創立20周年記念式典挙行。
- 2004年（平成16年）6月5日 - 創立30周年記念式典挙行。
- 2014年（平成26年）11月14日 - 創立40周年記念式典挙行。
- 2023年（令和5年）6月5日 - 創立50周年記念ソング・記念ロゴ制作。
- 2024年（令和6年）2月28日 - 創立50周年記念動画・記念グッズ（シャープペン）制作。

## 学園祭
- 文化祭は「北斗祭」と呼ばれ9月[2]に行われる。

## 部活動
| 運動部 - 野球部 - 陸上競技部 - サッカー部 - ワンダーフォーゲル部 - バスケットボール部 - バレーボール部 - ハンドボール部 - テニス部 - バドミントン部 - 水泳部 - 弓道部 - 卓球部 - ダンス部 | 文化部 - 吹奏楽部 - 軽音楽部 - 美術部 - 茶道部 - 合唱部 - 写真部 - 科学部 - 放送部 |

## 周辺の施設
- 校門の斜め前に駄菓子屋兼文房具店の「北斗堂」、惣菜パン等販売の「かど」があり、生徒達の憩いの場となっている。

## 交通
- 東急電鉄田園都市線鷺沼駅から、徒歩18分。
- 東急電鉄田園都市線宮前平駅から、徒歩17分。
- 東急バス・川崎市営バス中有馬バス停下車後、徒歩5分。
  - 東急電鉄田園都市線鷺沼駅から、「鷺01」・「鷺02」・「鷺03」・「鷺04」の各系統に乗車。
  - 横浜市営地下鉄
    - グリーンライン・ブルーラインセンター北駅から、「鷺04」系統に乗車。
    - グリーンライン・ブルーラインセンター南駅から、「鷺03」系統に乗車。
    - グリーンライン北山田駅から、「鷺01」系統に乗車。

  - JR東日本南武線武蔵新城駅、JR東日本南武線・横須賀線（湘南新宿ライン）・東急電鉄東横線武蔵小杉駅から、「鷺02」系統に乗車。

## 著名な出身者
- 沖田浩之（俳優、歌手）
- 風間トオル（俳優、モデル、タレント）
- 牧穂エミ（作詞家）
- NAOKI-T（音楽プロデューサー）
- 谷口かずひと（ラグビーレフリー）
- 谷口伴之（元陸上長距離選手）
- 赤瀬紗也香（競泳選手）
- 河原純一（元プロ野球選手）
- 吉田えり（女子野球選手）※屋久島おおぞら高等学校に転出
- 薮田光教（サッカー選手）
- 板倉滉（サッカー選手）
- 三浦成美（サッカー選手）
- 名良橋拓真（サッカー選手）
- 鈴木雅希（競艇選手）
- rena hattori（ダンサー）